# Hyalopomatus madreporae
Hyalopomatus madreporae är en ringmaskart som beskrevs av Annika Sanfilippo 2009. Hyalopomatus madreporae ingår i släktet Hyalopomatus och familjen Serpulidae. Inga underarter finns listade i Catalogue of Life.